# Beuve de Hanstone
Beuve de Hanstone, ou Beuve de Hantone ou Beuves de Haumtone ou Boeve de Haumlone, Sir Bevis of Hampton en anglais, est une chanson de geste anglo-normande du XIIe siècle.

## L'œuvre
Cette chanson de geste en décasyllabes relate l’histoire de Beuve, le fils de Guy, comte de Hampton (Southampton) et de sa jeune épouse, une fille du roi d'Écosse. La comtesse demande à Devon, un ancien prétendant, empereur d’Allemagne, d’envoyer une armée assassiner son époux Guy dans la forêt. Le forfait perpétré, elle épouse Devon. Lorsque son fils, âgé de dix ans, menace de venger son père, elle décide d’en finir avec lui également. Sauvé de la mort par un précepteur fidèle, l'enfant est vendu à des pirates et atteint la cour du roi Hermin. Suivent les exploits de Beuve, son amour pour la princesse Josiane, sa vengeance contre Devon, sa reconnaissance, le recouvrement de son héritage, puis son exil, sa séparation d'avec Josiane, sa réunion avec celle-ci et sa mort.

## Postérité
Le grand succès de cette œuvre lui a suscité de nombreuses versions en français au XIIIe siècle, en anglais, en gallois, en italien, en néerlandais, en norvégien, en biélorusse, serbo-croate et russe à la fin du XVIe siècle et même en yiddish (Bovo-Bukh).

## Éditions modernes
- Jean-Pierre Martin (Éditeur scientifique), Beuve de Hamptone : chanson de geste anglo-normande de la fin du XIIe siècle (Éd. bilingue), Paris, Honoré Champion, coll. « Champion classiques. Moyen âge » (no 38), 2014, 521 p., 1 vol. (521 p.) ; 19 cm (ISBN 978-2-7453-2691-1, ISSN 1636-9386, BNF 44268313)
- Marie-Madeleine Ival (Éditeur scientifique), Beufves de Hantonne : version en prose, éd. Vérard (Texte remanié de : Th. 3e cycle : Lett. : Aix-en-Provence : 1982), Aix-en-Provence ; Marseille, Publ. du Cuerma ; diffusion J. Laffitte, coll. « Sénéfiance » (no 14), 1984, 339 p., 1 vol. (339 p.) : ill., couv. ill. ; 21 cm (ISBN 2-901104-16-9, ISSN 0339-1752, BNF 34772638)